# UCI World Ranking 2009
El UCI World Ranking 2009 fue la primera edición de la competición ciclista llamada UCI World Ranking tras el acuerdo entre la Unión Ciclista Internacional y los organizadores de las Grandes Vueltas.
Tras este acuerdo el circuito UCI ProTour entró en esta competición mundial junto a las otras carreras de máximo nivel denominadas, en esta competición, Históricas; formando así un calendario global llamado UCI World Calendar con una clasificación global llamada UCI World Ranking.
Además, los equipos pertenecientes a la categoría Profesional Continental (segunda categoría) con opción a poder disputar alguna de estas carreras tuvieron opción de puntuar en esta máxima clasificación mundial del UCI World Ranking.

## Equipos participantes (36)

### Equipos UCI ProTeam (18)
Estos equipos tenían la obligación de correr en las 14 carreras UCI ProTour y tenían preferencia para obtener invitación en las carreras Históricas. A pesar de esa preferencia en carreras Históricas el Fuji-Servetto fue el único equipo que no fue invitado por algunas de ellas (las organizadas por ASO) y en otras (organizadas por RCS Sport) tuvo impedimentos a pesar de finalmente si invitarles al recurrir el equipo al TAS, a causa de motivos de dopaje de su equipo antecesor Saunier Duval; otros equipos que tampoco participaron en algunas de esas carreras por propia decisión a pesar de que a priori si estaban invitados fueron el Euskaltel-Euskadi, la Française des Jeux y el Cofidis en el Giro de Italia y el Katusha en la Vuelta a España.

### Equipos Profesionales Continentales (21)
Estos equipos pertenecieron a la segunda división del ciclismo profesional, pero la mayoría tuvieron acceso para correr las carreras de máximo nivel, es decir, las carreras del UCI World Calendar; pudiendo puntuar además en esta máxima clasificación mundial del UCI World Ranking.
En esta temporada tras rechazar las solicitudes por no cumplir los requisitos del H2O y Rock Racing y aprobar las solicitudes dudosas del Contentpolis-AMPO, Amica Chips-Knauf y LPR Brakes fueron estos los equipos seleccionados en este grupo:

#### Con “Wild Card” (13)
Estos equipos, todos ellos integrados en el programa del pasaporte biológico de la UCI, recibieron una autorización por parte de la UCI para poder participar en las carreras UCI ProTour por lo que tuvieron acceso para poder ser invitados en las 24 carreras del UCI World Calendar 2009.
| Código UCI | Equipo                                          | N.º de carreras del UCI World Calendar en las que participaron |
| ---------- | ----------------------------------------------- | -------------------------------------------------------------- |
| ACA        | Andalucía-CajaSur                               | 2 (1 ProTour + 1 Histórica)                                    |
| BAR        | Barloworld                                      | 3 (3 Históricas)                                               |
| BMC        | BMC Racing Team                                 | 3 (2 ProTour + 1 Histórica)                                    |
| CTT        | Cervélo Test Team                               | 19 (9 ProTour + las 10 Históricas)                             |
| FLM        | Ceramica Flaminia-Bossini Docce                 | 2 (2 Históricas)                                               |
| MCO        | Contentpolis-AMPO                               | 4 (3 ProTour + 1 Histórica)                                    |
| ISD        | ISD-Neri                                        | 4 (1 ProTour + 3 Históricas)                                   |
| LAN        | Landbouwkrediet–Colnago                         | 5 (2 ProTour + 3 Históricas)                                   |
| SDA        | Serramenti PVC Diquigiovanni-Androni Giocattoli | 8 (2 ProTour + 6 Históricas)                                   |
| SKS        | Skil-Shimano                                    | 10 (5 ProTour + 5 Históricas)                                  |
| TSV        | Topsport Vlaanderen-Mercator                    | 8 (4 ProTour + 4 Históricas)                                   |
| VAC        | Vacansoleil Pro Cycling Team                    | 10 (5 ProTour + 5 Históricas)                                  |
| VBG        | Vorarlberg-Corratec                             | 3 (3 ProTour)                                                  |

#### Sin “Wild Card” (8) / Sin “Wild Card” pero con pasaporte biológico (5)
Estos ocho equipos, algunos de los cuales estaban integrados en el programa del pasaporte biológico de la UCI, no recibieron la autorización por parte de la UCI para poder participar en las carreras ProTour. Los motivos esgrimidos para algunos de los equipos rechazados fueron retrasos en las fechas de los pagos por lo que solo tuvieron acceso a participar en las carreras denominadas Históricas, siempre y cuando pagasen la cuota del pasaporte biológico. Los tres equipos que no se adhirieron al mencionado pasaporte biológico les negaron la opción de poder correr cualquier carrera del máximo nivel con lo que finalmente fueron cinco los equipos que se quedaron en este grupo.
| Código UCI | Equipo                       | N.º de carreras del UCI World Calendar en las que participaron (solo Históricas) |
| ---------- | ---------------------------- | -------------------------------------------------------------------------------- |
| ASA        | Acqua & Sapone-Caffè Mokambo | 5                                                                                |
| AGR        | Agritubel                    | 5                                                                                |
| AMI        | Amica Chips-Knauf            | 0 (sin autorización por no tener pasaporte biológico)                            |
| CSF        | CSF Group-Navigare           | 0 (no invitado a ninguna carrera por sus problemas con el dopaje)                |
| ELK        | ELK Haus                     | 0 (sin autorización por no tener pasaporte biológico)                            |
| LPR        | LPR Brakes-Farnese Vini      | 0 (no invitado a ninguna carrera por sus problemas con el dopaje)                |
| PSK        | PSK Whirlpool-Author         | 0 (sin autorización por no tener pasaporte biológico)                            |
| XGZ        | Xacobeo Galicia              | 2                                                                                |

1. ↑  El Amica Chips-Knauf fue suspendido indefinidamente por parte de la UCI el 29 de mayo por problemas económicos.

## Carreras UCI World Calendar (24)

### Carreras ProTour (14)
Véase: Carreras UCI ProTour 2009

### Carreras Históricas (10)
| Fecha                         | Carrera             | Vencedor           | Equipo del vencedor                             |
| ----------------------------- | ------------------- | ------------------ | ----------------------------------------------- |
| 8-15 de marzo                 | París-Niza          | Luis León Sánchez  | Caisse d'Epargne                                |
| 11-17 de marzo                | Tirreno-Adriático   | Michele Scarponi   | Serramenti PVC Diquigiovanni-Androni Giocattoli |
| 21 de marzo                   | Milán-San Remo      | Mark Cavendish     | Columbia-HTC                                    |
| 12 de abril                   | París-Roubaix       | Tom Boonen         | Quick Step                                      |
| 22 de abril                   | Flecha Valona       | Davide Rebellin    | Serramenti PVC Diquigiovanni-Androni Giocattoli |
| 26 de abril                   | Lieja-Bastoña-Lieja | Andy Schleck       | Saxo Bank                                       |
| 9-31 de mayo                  | Giro de Italia      | Denis Menchov      | Rabobank                                        |
| 4-26 de julio                 | Tour de Francia     | Alberto Contador   | Astana                                          |
| 29 de agosto-20 de septiembre | Vuelta a España     | Alejandro Valverde | Caisse d'Epargne                                |
| 17 de octubre                 | Giro de Lombardía   | Philippe Gilbert   | Silence-Lotto                                   |

## Clasificaciones finales
Estas fueron las clasificaciones finales, tras la finalización del Giro de Lombardía, última carrera puntuable:

### Clasificación individual
| Posición | Ciclista           | Equipo            | Puntos |
| -------- | ------------------ | ----------------- | ------ |
| 1        | Alberto Contador   | Astana            | 527    |
| 2        | Alejandro Valverde | Caisse d'Epargne  | 483    |
| 3        | Samuel Sánchez     | Euskaltel-Euskadi | 357    |
| 4        | Andy Schleck       | Saxo Bank         | 334    |
| 5        | Cadel Evans        | Silence Lotto     | 333    |

- Total de corredores con puntuación: 267
- Desglose de puntos por corredor: Detalle de puntos ganados

### Clasificación por equipos
| Posición | Equipo           | Puntos |
| -------- | ---------------- | ------ |
| 1        | Astana           | 1.100  |
| 2        | Caisse d'Epargne | 1.048  |
| 3        | Columbia-HTC     | 957    |
| 4        | Saxo Bank        | 946    |
| 5        | Liquigas         | 923    |

- Total de equipos con puntuación: 34 (los 18 UCI ProTeam y 16 Profesionales Continentales)

### Clasificación por países
| Posición | País      | Puntos |
| -------- | --------- | ------ |
| 1        | España    | 1.756  |
| 2        | Italia    | 984    |
| 3        | Australia | 960    |
| 4        | Alemania  | 753    |
| 5        | Bélgica   | 675    |

- Total de países con puntuación: 34

## Progreso de las clasificaciones
| Carrera (Vencedor)                                | Clasificación individual | Clasificación por equipos | Clasificación por países |
| ------------------------------------------------- | ------------------------ | ------------------------- | ------------------------ |
| Tour Down Under (Allan Davis)                     | Allan Davis              | Quick Step                | Australia                |
| París-Niza (Luis León Sánchez)                    | España                   | Quick Step                |                          |
| Tirreno-Adriático (Michele Scarponi)              | España                   | Quick Step                |                          |
| Milán-San Remo (Mark Cavendish)                   | Australia                | Quick Step                |                          |
| Tour de Flandes (Stijn Devolder)                  | Australia                | Quick Step                |                          |
| Gante-Wevelgem (Edvald Boasson Hagen)             | Australia                | Quick Step                |                          |
| Vuelta al País Vasco (Alberto Contador)           | Alberto Contador         | Quick Step                | España                   |
| París-Roubaix (Tom Boonen)                        | Heinrich Haussler        | Quick Step                | España                   |
| Amstel Gold Race (Serguéi Ivanov)                 | Heinrich Haussler        | Quick Step                | España                   |
| Flecha Valona (Davide Rebellin)                   | Heinrich Haussler        | Quick Step                | España                   |
| Lieja-Bastoña-Lieja (Andy Schleck)                | Heinrich Haussler        | Quick Step                | España                   |
| Tour de Romandía (Roman Kreuziger)                | Heinrich Haussler        | Quick Step                | España                   |
| Volta a Cataluña (Alejandro Valverde)             | Heinrich Haussler        | Caisse d'Epargne          | España                   |
| Giro de Italia (Denis Menchov)                    | Denis Menchov            | Cervélo                   | Italia                   |
| Critérium du Dauphiné Libéré (Alejandro Valverde) | Alejandro Valverde       | Caisse d'Epargne          | España                   |
| Vuelta a Suiza (Fabian Cancellara)                | Alejandro Valverde       | Caisse d'Epargne          | España                   |
| Tour de Francia (Alberto Contador)                | Alberto Contador         | Astana                    | España                   |
| Clásica de San Sebastián (Carlos Barredo)         | Alberto Contador         | Astana                    | España                   |
| Tour de Polonia (Alessandro Ballan)               | Alberto Contador         | Astana                    | España                   |
| Vattenfall Cyclassics (Tyler Farrar)              | Alberto Contador         | Astana                    | España                   |
| Gran Premio de Plouay (Simon Gerrans)             | Alberto Contador         | Astana                    | España                   |
| Eneco Tour (Edvald Boasson Hagen)                 | Alberto Contador         | Astana                    | España                   |
| Vuelta a España (Alejandro Valverde)              | Alberto Contador         | Astana                    | España                   |
| Giro de Lombardía (Philippe Gilbert)              | Alberto Contador         | Astana                    | España                   |
| Final                                             | Alberto Contador         | Astana                    | España                   |